# Yvonne Olsson
Yvonne Olsson är en svensk sångerska som tillsammans med Little Gerhard deltog i den svenska Melodifestivalen 1982 med melodin Hand i hand med dig. Den slutade på delad sjätteplats. Den låg även på Svensktoppen i en vecka, på åttonde plats den 18 april 1982 .